# Börje Nettelbring
Ernst Börje Nettelbring, född 4 september 1913 i Willands Vånga, Kristianstads län, död 18 juni 1986 i Norra Åsum, var en svensk målare och skulptör.
Han var son till handlanden Nils Svensson och Ester Möllerström. Nettelbring studerade vid Clemmesens målarskola i Köpenhamn 1952 och under studieresor till Norge och Tyskland. Tillsammans med Britt-Karin Molin ställde han ut i Sölvesborg 1951 och tillsammans med Thure Holmgren, Hugo Ståhle och Gert Hansson-Kaffa i Karlskrona 1953 och 1955. Separat ställde han ut i bland annat Karlshamn och Olofström och han medverkade i samlingsutställningar med olika lokala konstföreningar. Bland hans offentliga arbeten märks en väggmålning för Olofströms bruk. Hans konst består av landskap och figurbilder där han ofta hämtade motiven från fiskarbefolkningens liv som han sedan översatte till målningar i olja eller akvarell.